# Georg Bredig
Georg Bredig (Głogów, 1 de outubro de 1868 — Nova Iorque, 24 de abril de 1944) foi um físico-químico alemão
Foi professor da Universidade de Karlsruhe, de 1911 a 1933.

## Obras
- Handbuch der Angewandten Physikalischen Chemie
- Seinen Freunden zur Erinnerung, 1938 (Autobiografia)